# QQ音楽
QQ音楽（キューキューおんがく、中国語: QQ音乐、QQ Music）は、テンセントとSpotifyの合弁会社であるテンセント・ミュージックが所有する、中華人民共和国の3つのフリーミアム音楽配信サービスの内の1つ。2018年現在、サービスは推定1億2000万人の加入者を持っており、7億人以上のユーザーに利用されることが想定されている。
QQ音楽は現在、中国のオンライン音楽市場で15％のシェアを占めている。

## 歴史
2005年に設立された音楽配信サービスであり、多種多様な楽曲やミュージックビデオを提供している。デジタル音楽における最初の独占的な配信のためのプラットフォームを提供している。
2014年4月3日、外国語歌詞の翻訳機能を開始した。
2017年、テンセントはチャイナ・ミュージック・コーポレーションを買収したことにより、傘下の音楽サービス部門と統合し、独立子会社としてテンセント・ミュージック・エンターテイメント・グループを設立した。これにより、同じ音楽配信サービスであるKuGou、Kuwo、およびカラオケサービスのWeSingと共に同企業傘下のサービスとなる。
2018年12月29日、技術テストとユーザーレポートを通じて、本サービスを含む18個のアプリが、SMSや名簿、場所、録音等の機密性が高いユーザー個人情報を過度に収集している疑いがあることが判明した。

## 特徴
権利者との契約に基づきテンセント・ミュージックが所有する他の音楽配信サービスと同様、中国本土以外からは再生できないようになっている。
同じくテンセント・ミュージックが所有する他の音楽配信サービスと同様に、主な有名歌手の楽曲の一部の再生については、有料のVIPメンバーへの加入が必要となっている。

### 使用方法
Microsoft WindowsおよびmacOSでは、ウェブブラウザでは一部の機能が制限されており、完全な利用にはアプリのインストールが必要になる。
iOS版およびiPadOS版はApp Storeからのアプリの入手がApple Accountの国または地域名が中国本土に設定されている場合のみに限定されている。また、PC版と同様にモバイル専用ウェブブラウザでは一部の機能が制限されている。